# 地宝兰属
地宝兰属（学名：Geodorum）是兰科下的一个属，为陆生兰。该属共有数种，分布于热带亚洲至大洋洲。